# Bij ons in de Jordaan (lied)
Bij ons in de Jordaan is een Nederlandstalig lied geschreven door Louis Noiret, Emile van de Brande en Henvo. De bekendste versie is van zanger Johnny Jordaan en verscheen als B-kant op de single De parel van de Jordaan.

## Geschiedenis
Het lied verwijst naar een idealisering van de volksbuurt De Jordaan in Amsterdam, die in diverse perioden boven kwam drijven. Jacques Klöters zag een eerste teken in 1897 toen er een revue was met een lied over een Jordaner met een duivenplat; Henk van Gelder zag het in het toneelstuk Bleeke Bet (tekst: "dat is het enigst hoekje waar ik dood wil gaan").
Het kwam tevens terug op een keerpunt van het Nederlandse platenlabel Bovema. Dat was gelieerd aan het Britse EMI, maar die zag de portfolio van hun sublabel His Master's Voice, dat destijds in handen was van het Amerikaanse RCA Victor, teruggaan naar die eigenaar. Bovema, erg onthand, probeerde vervolgens via talentenjachten Nederlands talent boven tafel te krijgen. Een aantal van deze talentenjachten werden als Jordaanfestival in de Jordaan georganiseerd door de platenzaak De Draaitafel aan de Lindengracht. De eigenaar vroeg voor die festiviteiten aan Noiret een aantal liedjes te schrijven over de wijk om tijdens buitenoptredens te kunnen uitvoeren. Noiret wendde zich tot revueman Henvo.
Bij ons in de Jordaan werd in september 1954 voor het eerst ten gehore gebracht door Henk Berlips. Het lied sloeg met Berlips niet aan. Ook het volkskarakter trok geen platenlabel aan; lokaal leuk, maar voor de rest van Nederland niet interessant. Noiret ging vervolgens naar andere plaatselijke artiesten kijken. Samen met directeur Ger Oord van Bovema werd een wedstrijd Beste stemmen van de Jordaan georganiseerd. Zangers van allerlei pluimage schreven zich in; een van hen was de kroegzanger Johnny Jordaan, die eigenlijk niet mee mocht zingen omdat hij moest werken. Johnny Jordaan won de voorrondes en ook de wedstrijd in Hotel Krasnapolsky met Noirets De parel van de Jordaan. Bovema was er snel bij en vroeg Johnny Jordaan een liedje te komen opnemen.
In de Bioscoop de Liefde aan de Da Costagracht in Amsterdam werden vervolgens op 7 maart 1955 Bij ons in de Jordaan en De parel van de Jordaan opgenomen. Jordaan zong en floot en ook zijn vrouw zong mee. Harry de Groot dirigeerde een door hem verlangd orkest (anders was het geen gehoor) en speelde accordeon. Ook Johnny Holshuyzen, Pierre Biersma, Jan Hilligers (wat verder van de microfoon) gaven acte de présence samen met een zangclubje samengesteld uit klaverjassers en Nico Prins voor de percussie. De accordeons waren voor invulling van de couleur locale. Het geheel werd met slechts één microfoon opgenomen.
Beide liedjes verschenen op single via het Nederlandse His Master's Voice MH1103 (45 toeren) en JF-147 (10"; 78 toeren) en op 7 EGH104 (ep). Johnny Jordaan zou per plaatje 10 cent hebben ontvangen. Al snel liepen de verkoopcijfers op tot 100.000 stuks in juli 1955, waarop Bovema-directeur Ger Oord Johnny Jordaan een gouden plaat overhandige. Daarna liep het aantal verkochte exemplaren op tot 150.000 stuks. De opbrengst van de single stopte Johnny Jordaan in een herbegrafenis van zijn moeder, die in eerste instantie 'van de armen' was begraven.
Er was ook kritiek op de keus voor Johnny Jordaan, omdat hij geen Jordaner zou zijn; hij woonde in Oud-Zuid en hij trad al vijftien jaar lang op in allerlei kroegen daar.
Niet veel later scoorde Johnny Jordaan een grotere hit met Geef mij maar Amsterdam.
Bij ons in de Jordaan werd de titel van een miniserie in 2000 over het leven van de zanger.